# Podolí (ort i Tjeckien, Södra Mähren, lat 49,19, long 16,72)
Podolí är en ort i Tjeckien.   Den ligger i regionen Södra Mähren, i den sydöstra delen av landet, 190 km sydost om huvudstaden Prag. Podolí ligger 238 meter över havet och antalet invånare är 1 165.
Terrängen runt Podolí är platt söderut, men norrut är den kuperad. Runt Podolí är det ganska tätbefolkat, med 172 invånare per kvadratkilometer. Närmaste större samhälle är Brno, 8,2 km väster om Podolí. Trakten runt Podolí består till största delen av jordbruksmark.